# Bundestagswahlkreis Stormarn
Der Wahlkreis Stormarn war ein Bundestagswahlkreis in Schleswig-Holstein und umfasste zuletzt neben dem Gebiet des Kreises Stormarn die Stimmbezirke 49, 52 bis 57, 146 bis 148, 150 bis 153, 155, 156, 158 und 160 der Stadt Lübeck.

## Geschichte
Der Wahlkreis Stormarn hatte die Wahlkreisnummer 13. Das Gebiet des Wahlkreises bestand für die Bundestagswahlen 1949 bis 1961 nahezu unverändert. Lediglich die Stimmbezirke, die dem Wahlkreis von der Stadt Lübeck zufielen änderten sich. So waren dies im Unterschied zu den oben für die Bundestagswahlen 1957 und 1961 genannten Bezirke für die Wahlen 1949 und 1953 die Bezirke 52 bis 55, 57 bis 59, 140 bis 143 und 151 bis 161.
Vor der Bundestagswahl 1965 wurde der Wahlkreis mit dem Wahlkreis Herzogtum Lauenburg zusammengelegt und als Wahlkreis Stormarn - Herzogtum Lauenburg neu gebildet.

## Abgeordnete
Direkt gewählte Abgeordnete des Wahlkreises Stormarn waren
| Jahr | Name           | Partei | Anteil der Erststimmen |
| ---- | -------------- | ------ | ---------------------- |
| 1961 | Werner Schwarz | CDU    | 40,3 %                 |
| 1957 | Werner Schwarz | CDU    | 47,6 %                 |
| 1953 | Werner Schwarz | CDU    | 45,0 %                 |
| 1949 | Hans Ekstrand  | SPD    | 37,4 %                 |